# Solpuga centenariorum
Espèce
Solpuga centenariorum est une espèce de solifuges de la famille des Solpugidae.

## Distribution
Cette espèce est endémique d'Angola. Elle se rencontre vers Humbe.

## Publication originale
- Frade, 1940 : Solifugos das colonias Portguesas (Angola, Guiné e Mocambique). Boletim da Sociedade Portuguesa de Ciencias Naturais, vol. 13, no 23, p. 119-129.